# Moisés Paniagua
Paniagua  Leaño est un nom espagnol. Le premier nom de famille, en général paternel, est Paniagua ; le second, en général maternel, souvent omis, est Leaño.
Pour les articles homonymes, voir Paniagua.
Moisés Paniagua Leaño, né le 16 août 2007 à Tarija en Bolivie, est un footballeur international bolivien qui évolue au poste de milieu de terrain ou d'attaquant au Club Always Ready.

## Biographie

### Carrière en club
Originaire de Tarija, Moisés Paniagua rejoint Always Ready lors de la seconde moitié de la saison 2022, après avoir été repéré en championnat de Bolivie des moins de 16 ans. Il marque dès ses débuts : le 19 octobre 2022, à 15 ans, il inscrit le but de la victoire face à Royal Pari, devenant ainsi le plus jeune buteur de l’histoire de la Primera División bolivienne. Pour son deuxième match, au début de la saison 2023, il enchaîne avec un autre but contre le Libertad Gran Mamoré.
Lors des saisons suivantes, il s’impose en équipe première en championnat. Il participe également à la Copa Sudamericana et la Copa Libertadores, dont il devient le deuxième plus jeune buteur de l’histoire de la compétition grâce à un but contre le Sporting Cristal.

### En sélection
Paniagua est convoqué en mars 2023 avec la Bolivie des moins de 17 ans pour disputer le championnat de la CONMEBOL des moins de 17 ans. En 2025, il est appelé en équipe des moins de 20 ans pour le championnat de la CONMEBOL des moins de 20 ans.
En août 2024, Paniagua intègre pour la première fois l’équipe de Bolivie senior, pour des matchs d'éliminatoires à la Coupe du Monde 2026. Il reste toutefois sur le banc lors de cette fenêtre internationale. Il fait finalement ses débuts lors de ces mêmes éliminatoires le 21 mars 2025, rentrant en jeu à la place de Miguel Terceros face au Pérou.